# Eichelberg (Madelungen)
Der Eichelberg ist ein Berg an der Stadtgrenze von Eisenach im Wartburgkreis in Thüringen. Er befindet sich beim Eisenacher Stadtteil Madelungen.
Der Eichelberg hat eine Gipfelhöhe von 334,9 m ü. NN und zählt zum Naturpark Eichsfeld-Hainich-Werratal.
Am fast vollständig bewaldeten und heute forstwirtschaftlich genutzten Berg wurden seit etwa 1000 Jahren Steinbrüche angelegt und hochwertiger gelbtoniger Sandstein für zahlreiche Bauwerke in Eisenach gebrochen. 